# 國際扎普雷希奇足球俱樂部
國際扎普雷希奇足球俱樂部（NK Inter Zaprešić）是克羅地亞的一家足球俱樂部。其主場位於克羅地亞首都薩格勒布西北的小鎮扎普雷希奇。俱樂部曾在1992年獲得克羅地亞杯的錦標。1997年，俱樂部降級至乙級聯賽。1999年又降級至丙級聯賽。但在2001年回到乙級聯賽，2003年回到甲級聯賽。俱樂部的最好成绩是2004–05賽季克罗地亚甲级联赛第二位。
2022年7月，有93年历史的俱乐部破产解散。

## 著名球员
括号中是为俱乐部效力的时期。
- 兹沃尼米尔·索尔多（1991–94年）
- 韦德兰·乔尔卢卡（2004–05年 租借）
- 卢卡·莫德里奇（2004–05年 租借）
- 德扬·洛夫伦（2006–08年 租借）

## 外部連結
- 官方网站 （克羅埃西亞文）
- Inter Zaprešić profile （页面存档备份，存于） at UEFA.com
- Inter Zaprešić profile （页面存档备份，存于） at Sportnet.hr （克羅埃西亞文）
- Inter Zaprešić profile （页面存档备份，存于） at Nogometni magazin （克羅埃西亞文）